# Gare de L'Herbergement - Les Brouzils
La gare de L'Herbergement - Les Brouzils est une gare ferroviaire française de la ligne de Nantes-Orléans à Saintes, située sur le territoire de la commune de L'Herbergement, à proximité des Brouzils, dans le département de la Vendée, en région Pays de la Loire.
Elle est mise en service en 1866 par la Compagnie du chemin de fer de Paris à Orléans (PO). C'est une halte ferroviaire de la Société nationale des chemins de fer français (SNCF), desservie par des trains express régionaux TER Pays de la Loire, circulant entre Nantes et Les Sables-d'Olonne.

## Situation ferroviaire
Établie à 69 mètres d'altitude, la gare de L'Herbergement - Les Brouzils est située au point kilométrique (PK) 48,468 de la ligne de Nantes-Orléans à Saintes, entre les gares ouvertes de Montaigu et de Belleville (Vendée). Elle est séparée de cette dernière par la gare aujourd'hui fermée de  Saint-Denis - Les Lucs.

## Histoire
Il s'agit actuellement d'un établissement de Pleine Ligne

## Service des voyageurs

### Accueil
Halte SNCF, c'est un point d'arrêt non géré (PANG) à entrée libre. Elle est équipée d'abris de quai.

### Desserte

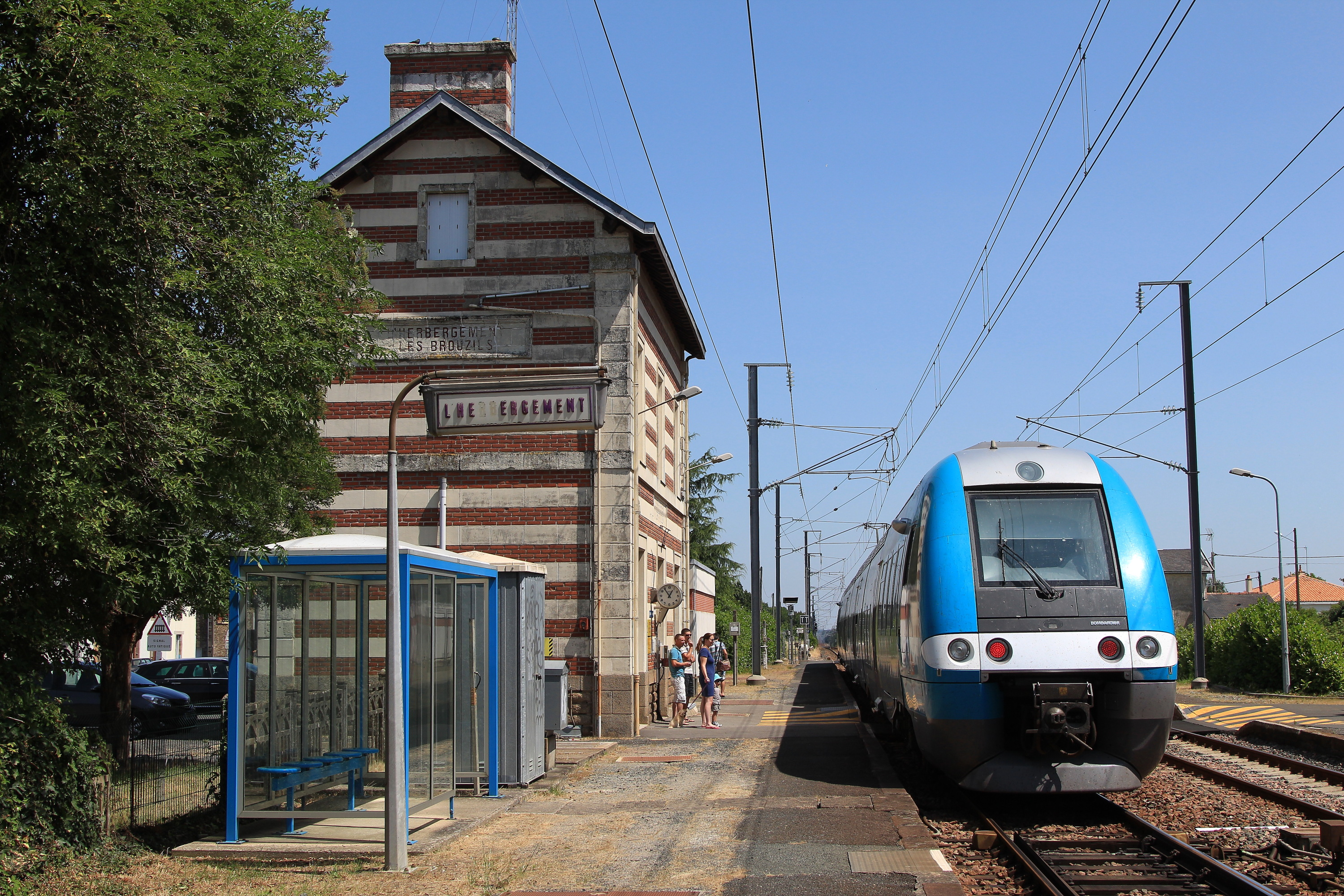
Unz Z 27500 en gare.

L'Herbergement - Les Brouzils est desservie par des trains TER Pays de la Loire circulant entre Nantes et La Roche-sur-Yon. Au-delà de La Roche-sur-Yon, la plupart des trains continuent vers ou sont en provenance des Sables-d'Olonne, plus rarement de Luçon ou de La Rochelle-Ville.

### Intermodalité
Un parking pour les véhicules est aménagé.

## Service des marchandises
Cette gare dessert des installations terminales embranchées.